# آیس‌دابلیوام

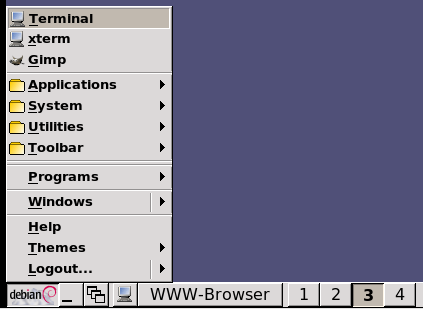
منوی شروع IceWM قرار است شبیه ویندوز ۹۵ باشد

در دنیای رایانه‌های یونیکس IceWM یک مدیر پنجره برای ساختار گرافیکی سامانهٔ پنجره‌ای X است که توسط Marko Maček نوشته شده‌است. این برنامه از صفر به زبان ++C نوشته شده‌است و تحت شرایط گنو ال‌جی‌پی‌ال منتشر شده‌است. از نظر استفاده از حافظه و سی‌پی‌یو نسبتاً سبک است و دارای تم‌هایی است که با آنها می‌تواند رابط کاربری ویندوز ۹۵، اواس/۲، ‏موتیف، و دیگر رابط‌های کاربری گرافیکی را تقلید کند.
IceWM ساخته شده تا در ظاهر و حس برتر و در عین حال سبک و قابل سفارشی‌سازی باشد.
IceWM می‌تواند با پرونده‌های متنی ساده که در پوشهٔ خانهٔ کاربر قرار دارند، پیکربندی شود که کار سفارشی‌سازی و کپی کردن تنظیمات را ساده می‌سازد. IceWM یک مدیر وظیفه انتخابی با منو، نمایش وظایف، مقیاس شبکه و سی‌پی‌یو، چک کردن پست، و ساعت قابل پیکربندی دارد. پشتیبانی رسمی برای منوهای گنوم و کی‌دی‌ای قبلاً به صورت یک بستهٔ جدا وجود داشت. در نسخه‌های اخیر IceWM، پشتیبانی برای آن‌ها توکار است. برنامه‌های گرافیکی خارجی برای ویرایش پیکربندی و منو وجود دارند.